# Ostravské chemické závody
Ostravské chemické závody byl národní podnik, který vznikl sloučením několika chemických továren na Ostravsku.

## Situace
Dekretem presidenta republiky č. 100/1945 Sb. o znárodnění dolů a některých průmyslových podniků bylo znárodněno cca 3 000 podniků, které zaměstnávaly 61 % pracovníků průmyslových závodů. Znárodnění byl jen první krok, dalším krokem bylo vytvoření funkční struktury a řídících mechanismů.
Zestátnění postihlo i 94 podniků chemického průmyslu, které představovaly 86 % (64 miliard Kčs) obratu chemického průmyslu Československa. Na Ostravsku se nacházelo několik významných chemických továren. Jejich specifikem bylo úzké napojení na báňský a hutní průmysl. Báňské, hutní a chemické podniky tvořily v ostravském regionu provázaný celek. Historicky zde byly také silné ekonomické vazby. Představitelé ostravských chemiček preferovali vertikální integraci prostřednictvím spojení ostravských báňských a chemických podniků. To bylo v rozporu s celostátní koncepcí, která zamýšlela horizontální propojování podniků podle oboru jejich činnosti.
Představitelé ostravských chemiček jednali v prosinci 1945 s ústředním ředitelem chemického průmyslu Dr. Martínkem. Ten přislíbil kompromis: ostravské chemičky vytvoří jeden národní podnik, aniž by se přísně dbalo na vyráběný sortiment.

## Ostravské chemické závody, národní podnik
Vyhláškou ministra průmyslu č. 962 ze dne 7. března 1946 byl vytvořen národní podnik Ostravské chemické závody z původních podniků:
- Komanditní společnost Julius Rütgers, Ostrava (mimo Brodecké impregnační a chemické závody)
- Československé továrny na dusíkaté látky a. s., Praha
- Moravsko-ostravské chemické závody, spol. s r.o., Ostrava
- Larisch-Mönnichovy petrovické závody na sodu, Petrovice (kdysi Des Fürsten Johann Larisch-Mönnich Sodafabrik in Petrowitz)
- Schottola a spol., Brno
- Posnansky & Strelitz, spol. s r.o., Ostrava
- Muttoné a spol.

Sídlo podniku bylo v Ostravě, ulice Na hradbách 13, v sídle bývalé komanditní společnosti Rütgers. 

## Československé chemické závody, národní podnik
Nadřízeným subjektem Ostravských chemických závodů národní podnik byly Československé chemické závody, národní podnik, které řídily i další firmy:
- Spolek pro chemickou a hutní výrobu, n. p. Praha
- Synthesia, chemické závody, n. p. Semtín u Pardubic
- Rafinerie minerálních olejů, n. p. Praha
- Slovenské chemické závody, n. p. Bratislava - Oblastní orgán
  - Chemické závody na Slovensku, národný podnik, Bratislava
  - Chemické závody DYNAMIT-NOBEL, n. p., Bratislava
  - Lučobné a farmaceutické závody, n. p., Bratislava
  - Slovenské rafinérie minerálnych olejov, n. p., Bratislava
  - Závody pre chemickú výrobu, n. p., Nováky[5]

Později spadaly pod ústřední orgán Československé chemické závody další závody:
- Stalinovy chemické závody, n. p. Most[6]
- Spojené farmaceutické závody, n. p. Praha

## Reorganizace
Po dobu existence Ostravských chemických závodů byl chemický průmysl strukturován hierarchicky:
vláda → ministerstvo průmyslu → ústřední orgán (Československé chemické závody) → národní podniky slučující několik závodů (např. Ostravské chemické závody)
V roce 1950 proběhla reorganizace chemického průmyslu změnou subjektů, které měly nadále hierarchickou strukturu:
vláda → Ministerstvo chemického průmyslu → národní podniky vytvořené z bývalých závodů velkých národních podniků (např.Urxovy závody n. p.)
Touto reorganizací národní podnik Ostravské chemické závody  zanikl.